# Herb Chropaczowa
Herb Chropaczowa – historyczny herb używany na pieczęciach gminy Chropaczów (zob. Chropaczów). Herb przedstawia postać św. Jana Nepomucena stojącego pod kapliczką.

## Historia
Najstarszy wizerunek herbu Chropaczowa pochodzi z pieczęci gminnej wyciśniętej na dokumencie z 1867 roku. Pieczęć o średnicy 25 mm nosiła napis "GEMEINDE CHROPACZOW KREIS BEUTHEN O.S." Według Mariana Gumowskiego godło Chropaczowa jest „prawdopodobnie upamiętnieniem najstarszego zabytku w gminie, a to kapliczki i figury św. Jana Nepomucena. Kapliczek takich było na terenie gminy 3, dziś zostały dwie, ale kapliczka o kopulastym daszku i czterech filarkach jak na pieczęci dziś [w roku 1939, przyp. red.] nie istnieje, natomiast figura świętego rzeźbiona w kamieniu i pomalowana znajduje się dotychczas w jednej z pozostałych kapliczek.”
Małgorzata Kaganiec dotarła do wcześniejszej pieczęci – z roku 1850. Była to pieczęć napisowa o średnicy 28 mm z tekstem: GEMEINDE / CHROPATSCHOW / BETHENER / CREISSES, bez godła, co przemawia za tezą, że godło napieczętne Chropaczowa w znanym nam kształcie zostało ustalone między rokiem 1850 a 1868. Nie można jednak wykluczyć, że św. Jan Nepomucen trafił na gminną pieczęć znacznie wcześniej, w początkach XIX, czy nawet w XVIII wieku.
Jak podkreślał Marian Gumowski, herb „jest wyrazem samorządu i nie mógł powstać w czasach, kiedy samorządu jeszcze nie było. W miastach powstał zatem dopiero po lokacji, czyli po nadaniu prawa miejskiego, po wsiach dopiero po otrzymaniu przez nie samorządu, a więc sołectwa i rady gminnej. Wtedy dopiero gmina stawała się jednostką prawną, zdolną do działań prawnych, wobec czego musiała mieć kancelarię, to zaś powodowało sprawienie pieczęci, pieczęć zaś w myśl ówczesnych poglądów winna mieć na stemplu wyryte jakieś godło, danej wsi odpowiadające.”
Według Ludwika Musioła dopiero „w XVIII w., kiedy i po urzędach gminnych wiejskich częściej zachodziła potrzeba wystawienia pisma urzędowego, nadano z polecenia pruskich władz królewskich każdej samodzielnej gminie pieczęć z osobnym symbolem, godłem. Stało się to głównie około roku 1786, choć już przedtem istniały takie wiejskie pieczęcie.”.
Jednakże zdaniem M. Gumowskiego herby samorządów niekoniecznie musiały pochodzić z nadania: „Mylny jest pogląd, jakoby herby nadawać musieli zawsze królowie lub książęta. Na G. Śląsku można by tę zasadę stosować tylko do miast […], natomiast Cieszyn i Skoczów przywileju herbowego zapewne nigdy nie miały i same o swym herbie zadecydowały. Podobnie wszystkie wsie województwa śląskiego obrały sobie same swe godła, gdy ku temu zaszła potrzeba.”
Gumowski podaje, że według tradycji ta figura świętego Nepomucena w pieczęci nie spodobała się w okresie Kulturkampfu władzom pruskim, które kazały ją z pieczęci usunąć. Stąd następne pieczęcie były bezherbowe i nosiły ten sam napis: GEMEINDE CHROPACZOW / KREIS BEUTHEN O.S. (średnica: 25 mm). Pieczęć taka wyciśnięta była w aktach z lat 1879-1894 w Archiwum Starostwa świętochłowickiego. Bezherbowa była również następna pieczęć, sporządzona około 1890 roku, większa, o średnicy 33 mm, używana do 1909 roku.
Wtedy znaleziono przypadkowo ów dokument z 1867 roku z dawną herbową pieczęcią i na jego podstawie kazał ówczesny Zarząd Gminny sporządzić nową pieczęć w fabryce stempli Kaisera w Berlinie. Fabryka trzymała się ściśle pierwowzoru i sporządziła stempel z kapliczką kopulastą św. Nepomucena i z napisem: GEMEINDE CHROPACZOW KREIS BEUTHEN O.S.(25 mm). Pieczęć ta była w użyciu w latach 1909-1922 r. To właśnie ta pieczęć odbita jest najprawdopodobniej na „chropaczowskich banknotach” datowanych na 1917 rok.

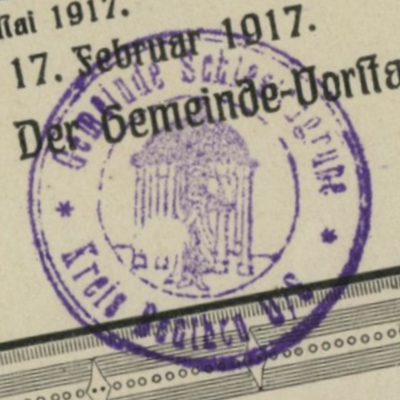
Pieczęć gminy Schlesiengrube (późniejszy Chropaczów) na bonie z datą 17 lutego 1917 roku opiewającym na 1/2 marki

Po przejęciu Śląska przez Polskę w 1922 roku sprawiono nowy stempel, większy z tym samym herbem, ale z polskim napisem: Urząd gminny / * Chropaczów powiat Świętochłowicki (33 mm), który to stempel był w użyciu w okresie przedwojennym.
W przekazach historycznych nie ma żadnego świadectwa, by wizerunek herbowy używany był poza pieczęciami. Nie ma tym bardziej żadnych świadectw, by gmina Chropaczów kiedykolwiek eksponowała swoje godło na barwnej tarczy herbowej. Pierwszy znany nam rysunek herbu sporządził na potrzeby pracy „Herby i pieczęcie miejscowości województwa śląskiego z 438 rycinami” Marian Gumowski. Na tej podstawie w 1995 roku, gdy w rocznicę pierwszej wzmianki o Chropaczowie obchodzono jego 700-lecie, został opracowany okolicznościowy herb, w którym postać świętego została wystylizowana nieco inaczej, niż we wzorcu podanym przez Gumowskiego. Później ktoś ten okolicznościowy rysunek odtworzył i upowszechnił, między innymi w Wikipedii, jako herb Chropaczowa, co niezbyt odpowiada prawdzie historycznej.
Kolorystykę herbu zasugerował M. Gumowski, pisząc: „Herb oddany w kolorach może mieć złotą kopułę i filarki, a postać świętego w czarno-białym druku na tle niebieskim.”. W prezentowanym tu nowym opracowaniu graficznym odwzorowano herb wedle rysunku Mariana Gumowskiego. Złoty kolor zastosowano również w aureoli.
Postać świętego Jana Nepomucena wykorzystały w swoich herbach jeszcze trzy inne gminy śląskie – Krostoszowice, Łagiewniki Średnie i Kobiór (ale w tym przypadku może to być również postać jednego z papieży).